# Hypogastrura serratus
Hypogastrura serratus is een springstaartensoort uit de familie van de Hypogastruridae. De wetenschappelijke naam van de soort is voor het eerst geldig gepubliceerd in 1904 door Agren.